# Daniel Schöne
Daniel Schöne, död 1 april 1775 på Hargs bruk, Uppland, var en svensk målare.
Han var son till körsnären Johan Georg Schöne och Catarina Olofsdotter Höijer. Efter utbildning för målare Söderman i Stockholm var Schöne huvudsakligen verksam som hantverksmålare och bedrev det konstnärliga målandet som bisyssla. Tillsammans med Lars Bolander fick han av Carl Fredrik Adelcrantz uppdraget att måla alla provinsvapen på fanorna som sattes upp i rikssalen 1772 i samband med kröningen. Vid hans bouppteckning uppräknas ett antal verk och dörröverstycken målade på väv men det är oklart huruvida han själv målat dessa. 